# Guayana venezolana
La Guayana venezolana, y denominada históricamente como la Guayana española, es una amplia región natural que se localiza al sureste del río Orinoco. Forma parte del Macizo o Escudo guayanés, que comparte con Guyana, Surinam, la Guayana Francesa y Brasil y se extiende en territorio venezolano por medio millón de km² aproximadamente.

## Delimitación
La Guayana venezolana se extiende por los estados Bolívar, Amazonas, parte de Delta Amacuro y la zona en disputa de la Guayana Esequiba. En términos generales, es el territorio comprendido entre el río Orinoco y el río Esequibo (excluyendo casi toda la cuenca hidrográfica del río Amazonas) y con una extensión aproximada de 620.000 km² (incluyendo 159.500 km² de la Guayana Esequiba). Tanto la Guayana venezolana como las otras regiones guayanesas están ubicadas en la zona intertropical. En términos más exactos, sus límites naturales son los siguientes:
- El río Orinoco rodea enteramente a la región por su parte noroeste y la separa de Los Llanos venezolanos (y también de una parte de los Llanos colombianos). Hay que señalar que parte de la Guayana venezolana se encuentra ubicadaː

- Al noreste el límite es el océano Atlántico, desde la desembocadura del río Orinoco hasta el estuario del río Esequibo.

- Al sur el límite viene dado por la divisoria de aguas entre la cuenca del río Orinoco y la cuenca del río Amazonas que constituye un exacto límite natural entre las Guayanas venezolana y brasileña, con la notable salvedad de la cuenca del Casiquiare, la que, a pesar de drenar hacia el Amazonas, forma parte de la Guayana venezolana.

- Al este el límite es el río Esequibo, cuya cuenca occidental abarca la zona en disputa conocida como Guayana Esequiba y parte del estado Bolívar.

- Desde el punto de vista hidrográfico, una parte reducida de la Guayana venezolana se encuentra ubicada al noreste del río Orinoco, ya que los afluentes de dicho río que vienen de los Andes, han ido cubriendo los Llanos colombo-venezolanos de sedimentos, los cuales han ido empujando el cauce del río hacia su margen derecha, que es mucho más resistente por estar formada por las rocas del escudo guayanés. La Piedra del Medio en Ciudad Bolívar es un ejemplo de la erosión milenaria de la roca por los caudales del río al ir descendiendo el nivel del fondo del cauce por la erosión. Otros ejemplos claros de lo que se señala están en Cabruta y las Galeras del Cinaruco.

## Historia
La costa de la Guayana fue descubierta y reconocida por el español Vicente Yáñez Pinzón. Con cuatro carabelas, Pinzón alcanzó el 26 de enero de 1500 un cabo del litoral brasileño que fue identificado como Cabo de Santa María de la Consolación (actual Cabo de Santo Agostinho, en Pernambuco). Prosiguiendo hacia el norte, pasó por la desembocadura del Amazonas y llegó a la boca de otro gran curso de agua, de ahí en adelante conocido como río de Vicente Pinzón. Su identificación con Oiapoque daría al Brasil ganancia de causa en la cuestión de los límites con Francia (Guayana francesa) (1897).
Por lo tanto, los territorios de las Guayanas fueron colonizados en el siglo XVI por Inglaterra, Holanda, Francia, Portugal y España. El actual estado brasileño de Amapá fue llamado Guayana portuguesa hasta mediados del siglo XX. Del mismo modo, la región administrativa de Guayana, en Venezuela, fue conocida como Guayana española.

## Geología

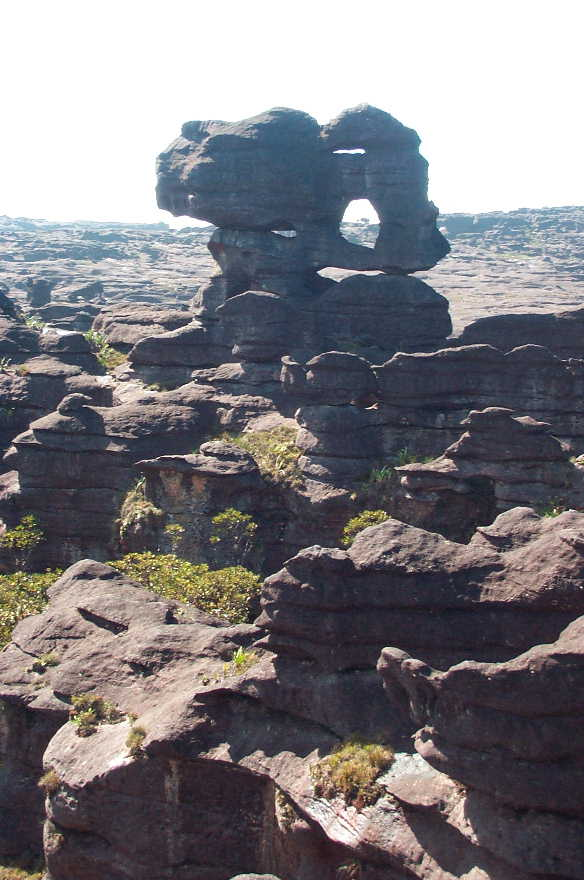
Estratos casi horizontales de areniscas de la Formación Roraima a los que la meteorización y erosión les ha dado formas caprichosas, en la cima del tepuy Roraima que, con 2810 es el más alto de la región.

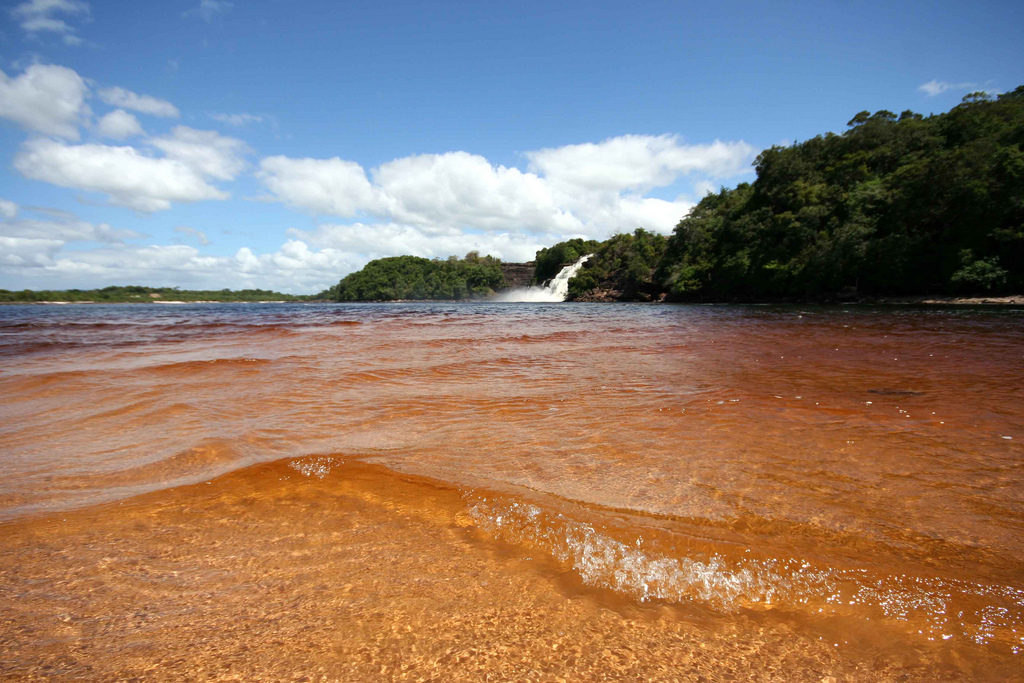
Vista de la Laguna de Canaima.

En la Guayana venezolana se distinguen en el relieve dos formaciones geológicas nítidamente diferenciadas:
- Por una parte, el Escudo guayanés, que es el basamento de formación muy antigua (unos 3500 millones de años), constituido por rocas cristalinas, tanto ígneas como el granito, como metamórficas como el gneiss, lo cual ha hecho que este basamento reciba el nombre de complejo basal de Guayana, ya que está formado por una gran variedad de rocas y minerales (Formación Pastora).

La Piedra del Medio, isla granítica ubicada en el cauce del Orinoco frente a Ciudad Bolívar es un buen ejemplo de las rocas del escudo: aunque la distinta coloración pareciera corresponder a estratos de rocas sedimentarias, se trata de los efectos de coloración de las aguas del río realizados a lo largo de miles y aún millones de años. Y aunque a la Piedra del Medio se le ha llamado el Nilómetro del Orinoco, lo cierto es que ha sido el efecto del descenso del nivel de base del propio río por la excavación de las arenas y arcillas del fondo, más que a la erosión de la propia isla fluvial.
- Y por la otra, una cobertura sedimentaria, también muy antigua (unos 1500 millones de años) en la que predominan las areniscas, y que forma los relieves más elevados del paisaje (los tepuyes o mesetas de bordes abruptos).

Los estratos casi horizontales de la cobertura sedimentaria, como se ve en la imagen del Roraima, han dado origen al desarrollo de un relieve invertido, en el que los anticlinales forman las partes más deprimidas del relieve mientras que los sinclinales forman los tepuyes o mesetas de mayor elevación. El hecho de que estos sinclinales formen las partes más elevadas del relieve es lo que explica su forma de cubeta (cóncava), con el buzamiento o inclinación de los estratos hacia la parte interna, y con el perímetro situado a mayor elevación ya que, en realidad, vendría a formar parte de los propios flancos de los anticlinales reducidos y casi eliminados por la erosión. Es por ello que las cascadas que bordean los tepuyes tienen que atravesar profundos desfiladeros y cortes o simas que tienen algunas veces varios centenares de metros de profundidad, como sucede con la Sima Aonda, en el Auyantepui, en el cual varias de las cascadas salen por una abertura al final de un río subterráneo a una altura intermedia en la pared del propio tepuy.
La enorme antigüedad del escudo guayanés (y también de la cobertura sedimentaria) está explicada por la larga estabilidad geológica de la región, la cual ha sufrido modificaciones importantes pero sin que afectaran en gran escala al propio escudo. De hecho, esas modificaciones, que consistieron en la elevación del relieve y la posterior erosión, han adquirido notables proporciones, no porque hayan sido procesos violentos, sino por la extraordinaria duración de los mismos a lo largo del tiempo geológico. Además esa enorme antigüedad del relieve es la que explica el hecho de que no se encuentren fósiles en las rocas guayanesas, ya que su formación tuvo lugar en épocas anteriores a la aparición de vida sobre la Tierra.

## Clima
Presenta un clima ecuatorial o intertropical lluvioso (Af, modificado o no por la altura, en la nomenclatura de Köppen), en el que no hay verdaderas estaciones en cuanto a las precipitaciones, si exceptuamos una pequeña zona al noreste de la región. Las temperaturas dependen considerablemente de la altura, desde las más cálidas de las tierras bajas, con medias anuales de 25 a 26 °C (San Carlos de Río Negro, ubicado a menos de 2 grados de latitud norte y a 110 m s. n. m., por ejemplo, tiene una temperatura anual de 26,2 °C) hasta las frías de las mesetas más elevadas (algo más de 10 °C en el Auyantepuy o el Roraima, pasando por el clima casi primaveral de la Gran Sabana, sobre todo, en las áreas por encima de los 1200 m s. n. m.: Santa Elena de Uairén, a 910 m s. n. m., tiene una media anual de 21,8 °C). Las precipitaciones son muy elevadas, especialmente en el estado Amazonas y el suroeste del estado Bolívar: 3.521 mm anuales en San Carlos de Río Negro. Santa Elena de Uairén, que en cierto modo se encuentra parcialmente a sotavento de los vientos dominantes (alisios del NE) alcanza los 1.739 mm anuales, aunque con la particularidad de que ningún mes podría considerarse como seco, si tomamos en cuenta el índice xerotérmico de Gaussen.

### Datos climáticos de Santa Elena de Uairén
- Datos climáticos (Estado Bolívar, en la Guayana venezolana):

a) Localización: latitud 4°36′ N, longitud 61°6′ O, altitud, 910 m s. n. m.
b) Temperaturas: enero (21,6 °C), febrero (22 °C), marzo (22,5 °C), abril (22,3 °C), mayo (22 °C), junio (21,5 °C), julio (21,5 °C), agosto (21,5 °C), septiembre (22 °C), octubre (22,1 °C), noviembre (22 °C), diciembre (21,8 °C). Temperatura media anual: 21,8 °C.
c) Precipitaciones: enero (72 mm), febrero (83 mm), marzo (92 mm), abril (134 mm), mayo (248 mm), junio (251 mm), julio (219 mm), agosto (171 mm), septiembre (116 mm), octubre (102 mm), noviembre (119 mm), diciembre (132 mm). Monto pluviométrico anual: 1739 mm (esto es falso)

### Datos climáticos de San Carlos de Río Negro
- Datos climáticos de San Carlos de Río Negro, estado Amazonas, en la Guayana venezolana', con clima Af en la tipología climática de Köppen

a) Localización: latitud 1°55′ N; longitud: 68°36′ O. Altitud: 110 m s. n. m.
b) Temperaturas medias en grados C: enero (26,3°), febrero (26,3), marzo (26,5), abril (25,9), mayo (25,6), junio (25,7), julio (25,4), agosto (25,9), septiembre (26,6), octubre (26,7), noviembre (26,7), diciembre (26,2). Temperatura media anual: 26,2.
c) Montos pluviométricos en mm: enero (222 mm), febrero (229 mm), marzo (206 mm), abril (395 mm), mayo (381 mm), junio (390 mm), julio (330 mm), agosto (328 mm), septiembre (249 mm), octubre (257 mm), noviembre (314 mm), diciembre (220 mm). Monto pluviométrico anual: 3521 mm

## Vegetación
Es de selva en casi toda su extensión, con algunas excepciones como es el caso de La Gran Sabana, amplia zona ubicada al sureste del Estado Bolívar, donde existen algunas selvas de galería y abundan las sabanas, más por razones edáficas (suelos rocosos y arenosos) que por motivos climáticos.

## Hidrografía

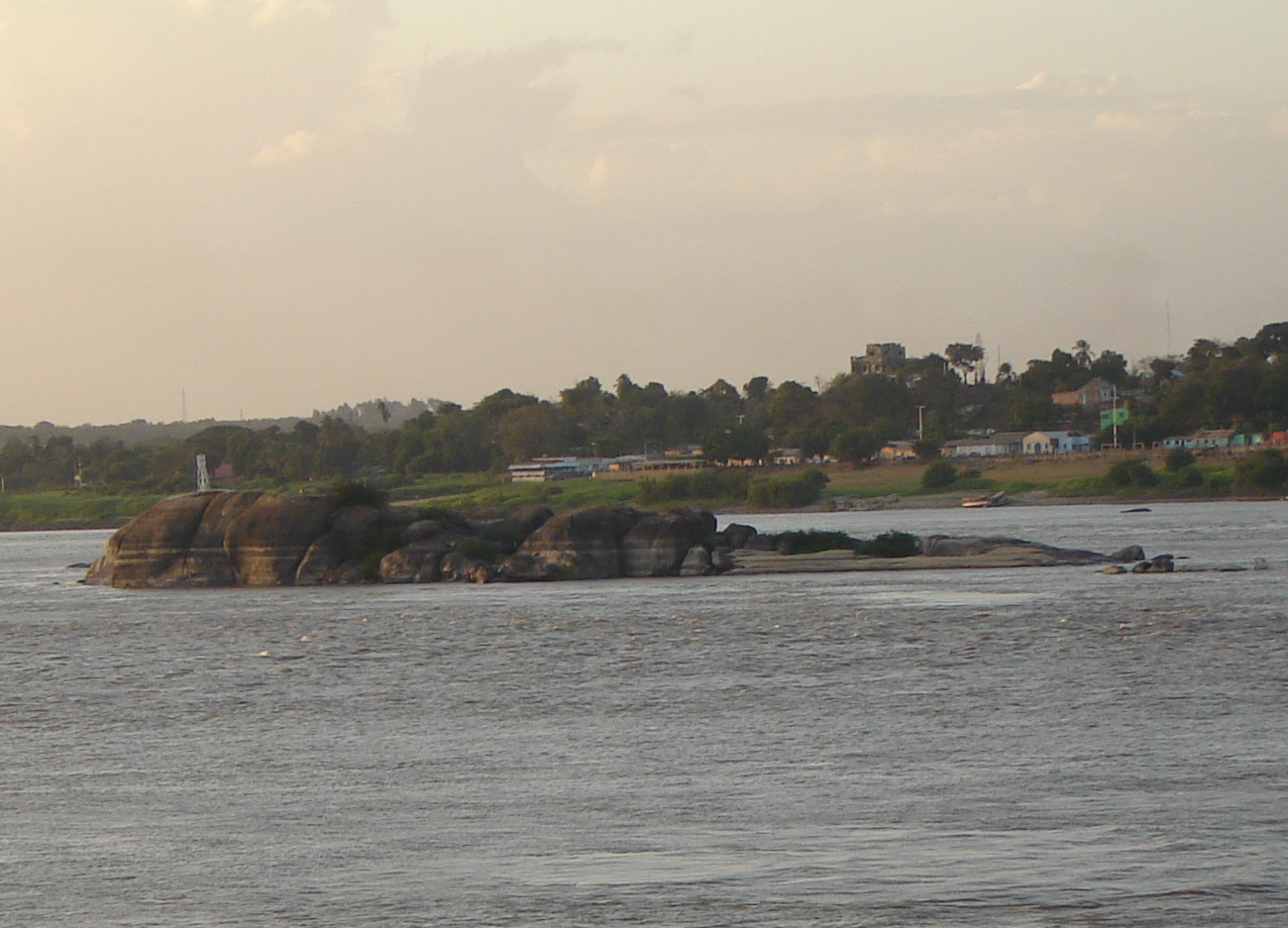
La Piedra del Medio es el "Nilómetro" del Orinoco, isla formada por rocas graníticas del escudo guayanés, cortadas por diaclasas, redondeadas por la erosión y con los niveles dibujados por la erosión de los materiales sedimentarios del cauce, que hacen aumentar la profundidad del río.

Ríos muy caudalosos y de pendientes bastante fuertes, casi todos ellos afluentes del Orinoco, constituyen la nota distintiva de la hidrografía de la Guayana venezolana. Todos los afluentes del Orinoco por su margen derecha, desde su nacimiento hasta el delta, son ríos guayaneses, entre los cuales se pueden citar: el Ventuari, el Cuchivero, el Caura, el Aro y el Caroní. 
El enorme caudal de estos ríos se puede inferir del microclima que crean sus aguas por encima del cauce: las imágenes de satélite del Orinoco como las que pueden verse en los numerosos programas basados en la información fotográfica y de otro tipo obtenida a través de los satélites artificiales como por ejemplo, EOSDIS WORLDVIEW (), donde se ve el río Orinoco separando nítidamente la región de los Llanos a la izquierda y arriba (Oeste y Norte) de la Guayana venezolana, a la derecha y debajo (sureste), de color verde intenso por la vegetación de selva, que nos muestra el dibujo del curso fluvial a través de las nubes (principalmente Cumulus humilis) que cubren la región excepto, obviamente, sobre el propio cauce de Orinoco y de algunos otros ríos. ¿Cuál es el proceso que explica este fenómeno?. En realidad es bastante sencillo: como las imágenes de satélite se toman, lo mismo que sucede con las fotos aéreas, en las horas intermedias de la mañana (para evitar el exceso de nubes que se forman por la convección durante la tarde), las aguas de los ríos están mucho más frías que el aire ya que, lo mismo que las aguas tardan mucho más tiempo que el aire en enfriarse, también tardan mucho más tiempo en calentarse. Esa menor temperatura de las aguas crea una zona de alta presión que impide la formación de nubes, ya que no hay ascenso del aire sobre el agua fría de los ríos grandes sino descenso de aire frío y sin nubes sobre el curso de dichos ríos. 
Contrasta esta situación con la que se presenta a finales de la tarde o comienzos de la noche, en horas en que las aguas están más calientes que el aire, por lo que las nubes pueden cubrir el cauce de los ríos y su dibujo no quedaría visible de esa forma tan sorprendente. Este fenómeno se explica más ampliamente en el artículo sobre la diatermancia.
Entre los ríos de la Guayana venezolana que no forman parte de la cuenca del Orinoco debemos citar al  brazo Casiquiare y al río Cuyuní. El Casiquiare no es un afluente sino un efluente del Orinoco, y a su vez, recibe por su margen izquierda al Siapa. El Casiquiare representa un caso único en el mundo, ya que, siendo un emisario natural del Orinoco, pone en comunicación, a través del Río Negro (Amazonas), a las dos cuencas del Orinoco y del Amazonas. El Cuyuní, por su parte, con su afluente el Venamo, se dirige hacia el Esequibo.

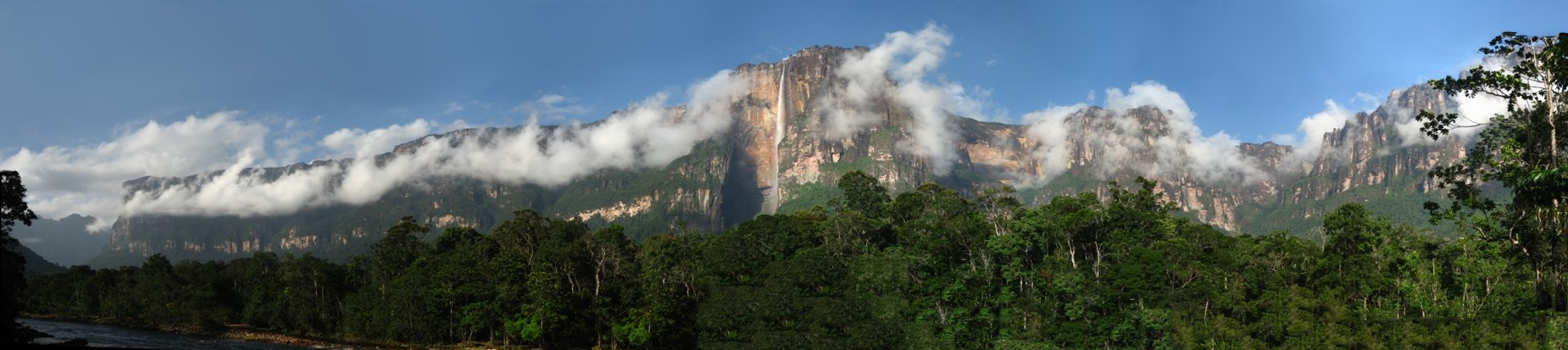
Salto Ángel, la cascada más alta del mundo, en la cuenca del Orinoco.